# Tiro nos Jogos Olímpicos de Verão de 2020 - Skeet masculino
A competição do skeet masculino do tiro nos Jogos Olímpicos de Verão de 2020 foi disputada em 25 e 26 de julho de 2021 no Campo de Tiro de Asaka, em Tóquio. Um total de 30 atiradores de 22 Comitês Olímpicos Nacionais (CON) participaram do evento.

## Qualificação
O período de qualificação começou com o Campeonato Mundial de 2018 em Changwon, Coreia do Sul, que foi concluído em 15 de setembro. Por todo o processo, as vagas foram geralmente concedidas para os atiradores que vencessem uma etapa da Copa do Mundo da ISSF ou ficassem em uma posição de destaque na mesma competição ou em eventos continentais (África, Europa, Ásia, Oceania e Américas).
Após a conclusão do período de qualificação e o recebimento da lista oficial de vagas pelos Comitês Olímpicos Nacionais (CON), a ISSF considerou as posições no ranking mundial para cada evento individual. Os atiradores melhores colocados ainda não qualificados e cujo CON também não tivesse uma quota no evento obtiveram uma vaga direta. O Japão também teve uma vaga garantida como país sede.

## Calendário
Horário local (UTC+9)
| Data                | Horário | Fase         |
| ------------------- | ------- | ------------ |
| 25 de julho de 2021 | 10:00   | Qualificação |
| 26 de julho de 2021 | 10:00   | Qualificação |
| 26 de julho de 2021 | 15:50   | Final        |

## Medalhistas
| Ouro   | USA Vincent Hancock     |
| Prata  | DEN Jesper Hansen       |
| Bronze | KUW Abdullah Al-Rashidi |

## Recordes
Antes desta competição, os seguintes recordes eram estabelecidos:
| Recordes da qualificação | Recordes da qualificação            | Recordes da qualificação | Recordes da qualificação | Recordes da qualificação |
| ------------------------ | ----------------------------------- | ------------------------ | ------------------------ | ------------------------ |
| Recorde mundial          | Valerio Luchini                     | 125                      | Pequim                   | 9 de julho de 2014       |
| Recorde olímpico         | Abdullah Al-Rashidi Marcus Svensson | 123                      | Rio de Janeiro           | 13 de agosto de 2016     |

| Recordes da final | Recordes da final     | Recordes da final | Recordes da final | Recordes da final     |
| ----------------- | --------------------- | ----------------- | ----------------- | --------------------- |
| Recorde mundial   | Angad Vir Singh Bajwa | 60                | Cidade do Kuwait  | 6 de novembro de 2018 |
| Recorde olímpico  | Não estabelecido      | –                 | –                 | –                     |

Após a competição, os seguintes recordes foram estabelecidos:
| Recorde          | Tipo         | Atirador(a)           | Marca | Local  | Data                |
| Recorde olímpico | Qualificação | FRA Éric Delaunay     | 124   | Tóquio | 26 de julho de 2021 |
| Recorde olímpico | Qualificação | ITA Tammaro Cassandro | 124   | Tóquio | 26 de julho de 2021 |
| Recorde olímpico | Final        | USA Vincent Hancock   | 59    | Tóquio | 26 de julho de 2021 |

## Resultados

### Qualificatória
| Pos. | Atirador                 | CON                        | 1  | 2  | 3  | 4  | 5  | Total     | S-off   | Notas |
| ---- | ------------------------ | -------------------------- | -- | -- | -- | -- | -- | --------- | ------- | ----- |
| 1    | Éric Delaunay            | FRA França                 | 25 | 25 | 25 | 24 | 25 | 124       | +6      | Q,    |
| 2    | Tammaro Cassandro        | ITA Itália                 | 24 | 25 | 25 | 25 | 25 | 124       | +5      | Q,    |
| 3    | Eetu Kallioinen          | FIN Finlândia              | 25 | 25 | 24 | 25 | 24 | 123       |         | Q     |
| 4    | Vincent Hancock          | USA Estados Unidos         | 25 | 25 | 25 | 25 | 22 | 122       | +8      | Q     |
| 5    | Abdullah Al-Rashidi      | KUW Kuwait                 | 25 | 25 | 24 | 25 | 23 | 122       | +7      | Q     |
| 6    | Jesper Hansen            | DEN Dinamarca              | 25 | 24 | 23 | 25 | 25 | 122       | +5+8+20 | Q     |
| 7    | Jakub Tomeček            | CZE República Checa        | 24 | 25 | 25 | 25 | 23 | 122       | +5+8+19 |       |
| 8    | Nicolás Pacheco Espinosa | PER Peru                   | 24 | 24 | 25 | 25 | 24 | 122       | +5+7    |       |
| 9    | Georgios Achilleos       | CYP Chipre                 | 25 | 24 | 24 | 25 | 24 | 122       | +3      |       |
| 10   | Gabriele Rossetti        | ITA Itália                 | 23 | 25 | 24 | 24 | 25 | 121 CB:37 |         |       |
| 11   | Emmanuel Petit           | FRA França                 | 23 | 25 | 24 | 24 | 25 | 121 CB:28 |         |       |
| 12   | Dimitris Konstantinou    | CYP Chipre                 | 24 | 25 | 24 | 23 | 25 | 121       |         |       |
| 13   | Lee Jong-jun             | KOR Coreia do Sul          | 24 | 25 | 24 | 24 | 24 | 121       |         |       |
| 14   | Erik Watndal             | NOR Noruega                | 25 | 24 | 25 | 23 | 24 | 121       |         |       |
| 15   | Phillip Jungman          | USA Estados Unidos         | 24 | 24 | 23 | 24 | 25 | 120 CB:47 |         |       |
| 16   | Mansour Al-Rashedi       | KUW Kuwait                 | 24 | 24 | 23 | 24 | 25 | 120 CB:36 |         |       |
| 17   | Federico Gil             | ARG Argentina              | 25 | 23 | 25 | 23 | 24 | 120       |         |       |
| 18   | Angad Vir Singh Bajwa    | IND Índia                  | 24 | 25 | 24 | 23 | 24 | 120       |         |       |
| 19   | Azmy Mehelba             | EGY Egito                  | 23 | 22 | 22 | 24 | 23 | 120       |         |       |
| 20   | Nikolaos Mavrommatis     | GRE Grécia                 | 23 | 24 | 23 | 24 | 25 | 119       |         |       |
| 21   | Paul Adams               | AUS Austrália              | 25 | 25 | 23 | 22 | 24 | 119       |         |       |
| 22   | Saeed Al-Mutairi         | KSA Arábia Saudita         | 24 | 24 | 23 | 25 | 23 | 119       |         |       |
| 23   | Stefan Nilsson           | SWE Suécia                 | 25 | 24 | 23 | 24 | 23 | 119       |         |       |
| 24   | Saif Bin Futtais         | UAE Emirados Árabes Unidos | 24 | 23 | 23 | 23 | 24 | 117       |         |       |
| 25   | Mairaj Ahmad Khan        | IND Índia                  | 25 | 24 | 22 | 23 | 23 | 117       |         |       |
| 26   | Emin Jafarov             | AZE Azerbaijão             | 25 | 23 | 23 | 22 | 23 | 116       |         |       |
| 27   | Hiroyuki Ikawa           | JPN Japão                  | 23 | 23 | 23 | 22 | 23 | 114       |         |       |
| 28   | Lari Pesonen             | FIN Finlândia              | 23 | 25 | 23 | 24 | 19 | 114       |         |       |
| 29   | Mostafa Hamdy            | EGY Egito                  | 23 | 22 | 22 | 25 | 20 | 112       |         |       |
| 30   | Juan Schaeffer           | GUA Guatemala              | 21 | 22 | 22 | 23 | 19 | 107       |         |       |

### Final
| Pos.              | Atirador                | Séries | Séries | Séries | Séries | Séries | Séries | Notas            |
| Pos.              | Atirador                | 1      | 2      | 3      | 4      | 5      | 6      | Notas            |
| ----------------- | ----------------------- | ------ | ------ | ------ | ------ | ------ | ------ | ---------------- |
| Medalha de ouro   | USA Vincent Hancock     | 10     | 20     | 29     | 39     | 49     | 59     | Recorde olímpico |
| Medalha de prata  | DEN Jesper Hansen       | 9      | 19     | 29     | 39     | 48     | 55     |                  |
| Medalha de bronze | KUW Abdullah Al-Rashidi | 10     | 20     | 29     | 37     | 46     | –      |                  |
| 4                 | FIN Eetu Kallioinen     | 10     | 20     | 28     | 36     | –      | –      |                  |
| 5                 | FRA Eric Delaunay       | 8      | 16     | 25     | –      | –      | –      |                  |
| 6                 | ITA Tammaro Cassandro   | 8      | 16     | –      | –      | –      | –      |                  |